# العلاقات الزامبية الطاجيكستانية
العلاقات الزامبية الطاجيكستانية هي العلاقات الثنائية التي تجمع بين زامبيا وطاجيكستان.

## مقارنة بين البلدين
هذه مقارنة عامة ومرجعية للدولتين:
| وجه المقارنة                                              | زامبيا                         | طاجيكستان                          |
| --------------------------------------------------------- | ------------------------------ | ---------------------------------- |
| المساحة (كم2)                                             | 752.62 ألف                     | 143.10 ألف                         |
| عدد السكان (نسمة)                                         | 17.09 مليون                    | 8.92 مليون                         |
| الكثافة السكانية (ن./كم²)                                 | 22.71                          | 62.33                              |
| العاصمة                                                   | لوساكا                         | دوشنبه                             |
| اللغة الرسمية                                             | لغة إنجليزية                   | اللغة الطاجيكية                    |
| العملة                                                    | كواشا زامبي، كواشا زامبي قديم ‏ | ساماني طاجيكي، الروبل الطاجيكستاني |
| الناتج المحلي الإجمالي (بليون دولار)                      | 25.81 مليار                    | 7.15 مليار                         |
| الناتج المحلي الإجمالي (تعادل القوة الشرائية) بليون دولار | 62.18 مليار                    | 24.03 مليار                        |
| الناتج المحلي الإجمالي الاسمي للفرد دولار أمريكي          | 1.30 ألف                       | 925                                |
| الناتج المحلي الإجمالي للفرد دولار أمريكي                 | 3.90 ألف                       | 2.69 ألف                           |
| مؤشر التنمية البشرية                                      | 0.586                          | 0.624                              |
| رمز المكالمات الدولي                                      | +260                           | +992                               |
| رمز الإنترنت                                              | .zm                            | .tj                                |
| المنطقة الزمنية                                           | ت ع م+02:00                    | ت ع م+05:00                        |

## مدن متوأمة
في ما يلي قائمة باتفاقيات التوأمة بين مدن زامبية وطاجيكستانية:
- ترتبط لوساكا مع دوشنبه باتفاقية توأمة.

## منظمات دولية مشتركة
يشترك البلدان في عضوية مجموعة من المنظمات الدولية، منها:
| علم المنظمة | اسم المنظمة                        | تاريخ انضمام زامبيا | تاريخ انضمام طاجيكستان |
| ----------- | ---------------------------------- | ------------------- | ---------------------- |
|             | مؤسسة التنمية الدولية              | 23 سبتمبر 1965      | 4 يونيو 1993           |
|             | مؤسسة التمويل الدولية              | 23 سبتمبر 1965      | 2 ديسمبر 1994          |
|             | منظمة حظر الأسلحة الكيميائية       | ?                   | ?                      |
|             | الأمم المتحدة                      | 1 ديسمبر 1964       | 2 مارس 1992            |
|             | الاتحاد الدولي للاتصالات           | 23 أغسطس 1965       | 28 أبريل 1994          |
|             | منظمة الشرطة الجنائية الدولية      | ?                   | ?                      |
|             | البنك الدولي للإنشاء والتعمير      | 23 سبتمبر 1965      | 4 يونيو 1993           |
|             | الاتحاد البريدي العالمي            | ?                   | ?                      |
|             | وكالة ضمان الاستثمار متعدد الأطراف | 6 يونيو 1988        | 9 ديسمبر 2002          |
|             | يونسكو                             | 9 نوفمبر 1964       | 6 أبريل 1993           |